# Dominique Auvray
Pour les articles homonymes, voir Auvray.
Dominique Auvray, née en 1950 à La Rochelle, est une monteuse, réalisatrice et scénariste française de cinéma.

## Biographie
Dominique Auvray commence sa carrière de monteuse auprès de Barbet Schroeder et Marguerite Duras, puis devient notamment la monteuse attitrée des films de Vincent Dieutre et d'un certain nombre de films de Benoît Jacquot et de Claire Denis, dont S'en fout la mort (1990) qui lui vaudra l'« Osella d'argent » lors du Festival de Venise. Elle est également intervenante à la Fémis.
En 2002, elle a réalisé, à partir d'archives, un film sur Marguerite Duras avec qui elle a travaillé : Marguerite telle qu'en elle-même.
En 2006, elle a bénéficié d'une résidence à la Villa Kujoyama au Japon, pays où elle revient régulièrement.
Elle fut l'épouse d'Alexandre Chemetoff[réf. nécessaire].

## Filmographie
- 1974 : Général Idi Amin Dada : Autoportrait (documentaire) de Barbet Schroeder
- 1976 : Baxter, Vera Baxter de Marguerite Duras
- 1977 : Le Camion de Marguerite Duras
- 1978 : Koko, le gorille qui parle de Barbet Schroeder
- 1978 : Le Navire Night de Marguerite Duras
- 1981 : Les Ailes de la colombe de Benoît Jacquot
- 1982 : Le Destin de Juliette d'Aline Issermann
- 1983 : Liberté, la nuit de Philippe Garrel
- 1986 : Corps et Biens de Benoît Jacquot
- 1986 : L'Amant magnifique d'Aline Issermann
- 1987 : Les Mendiants de Benoît Jacquot
- 1989 : Man No Run de Claire Denis
- 1989 : Carnets de notes sur vêtements et villes de Wim Wenders
- 1990 : La Désenchantée de Benoît Jacquot
- 1990 : S'en fout la mort de Claire Denis
- 1991 : Keep It for Yourself (moyen-métrage) de Claire Denis
- 1992 : Le Batteur du Boléro (court-métrage) de Patrice Leconte
- 1994 : Jacques Rivette, le veilleur (documentaire) de Claire Denis et Serge Daney
- 1994 : La Maison de lave (Casa de lava) de Pedro Costa
- 1994 : Parlez après le signal sonore (court-métrage) d'Olivier Jahan
- 1994 : US Go Home de Claire Denis
- 1995 : Il était une fois Beyrouth de Jocelyn Saab
- 1998 : Quelque chose d'organique de Bertrand Bonello
- 2000 : Dans la chambre de Vanda de Pedro Costa
- 2000 : Passionnément de Bruno Nuytten
- 2001 : Où gît votre sourire enfoui ? de Pedro Costa
- 2002 : Marguerite telle qu'en elle-même de Dominique Auvray
- 2003 : Mon voyage d'hiver de Vincent Dieutre
- 2005 : Un couple parfait de Nobuhiro Suwa
- 2005 : Highway 61 de Dominique Auvray (Emission France Culture, réalisation Dominique Auvray)
- 2006 : Fragments sur la grâce de Vincent Dieutre
- 2008 : Comment Albert vit bouger les montagnes d'Harold Vasselin
- 2009 : Yves Saint Laurent - Pierre Bergé, l'amour fou de Pierre Thoretton
- 2010 : Sois sage de Juliette Garcias
- 2011 : Nana de Valérie Massadian
- 2012 : Traversée de Valérie Jouve
- 2021 : Duras et le Cinéma de Dominique Auvray
- 2012 : Ninouche de Valérie Massadian
- 2014 : Viaggio nella dopo storia de Vincent Dieutre
- 2015 : Un blues du Guatemala de Valérie Jouve
- 2015 : Gineva de Nicolas Cilins
- 2015 : Roland blessé (Orlando Ferito) de Vincent Dieutre
- 2016 : Bricofutur de Nicolas Cilins
- 2016 : Argent Amer de Wang Bing
- 2017 : Mrs Fang de Wang Bing
- 2018 : Beauty Lives in Freedom de Wang Bing
- 2018 : Toros de Joana Preis
- 2018 : Interminablement, un film de Dominique Auvray
- 2018 : Le riz au curry, un film de Dominique Auvray
- 2019 : Wang Bing, tendre cinéaste du chaos chinois documentaire d’elle-même
- 2022 : Moi Pierre Creton cinéaste normand, un film de Dominique Auvray
- 2023 : Le riz au curry d’elle-même
- 2023 : Jeunesse : Le Printemps de Wang Bing (sélection officielle festival de Cannes 2023)
- 2024 : Jeunesse : Les Tourments de Wang Bing
- 2024 : Jeunesse : Retour au pays de Wang Bing

## Prix et distinctions
- 1990 : Osella d'argent du « meilleur montage » au Festival de Venise pour S'en fout la mort
- 2003 : prix Michel-Mitrani (d) au FIPA de Biarritz, pour son film Marguerite telle qu'en elle-même.